# Золотарник дубравный
Золотарник дубравный (лат. Solidago nemoralis) — многолетнее травянистое растение, вид двудольных цветковых растений, относящийся к роду Золотарник (Solidago) семейства Астровые, или Сложноцветные (Asteraceae).

## Ботаническое описание

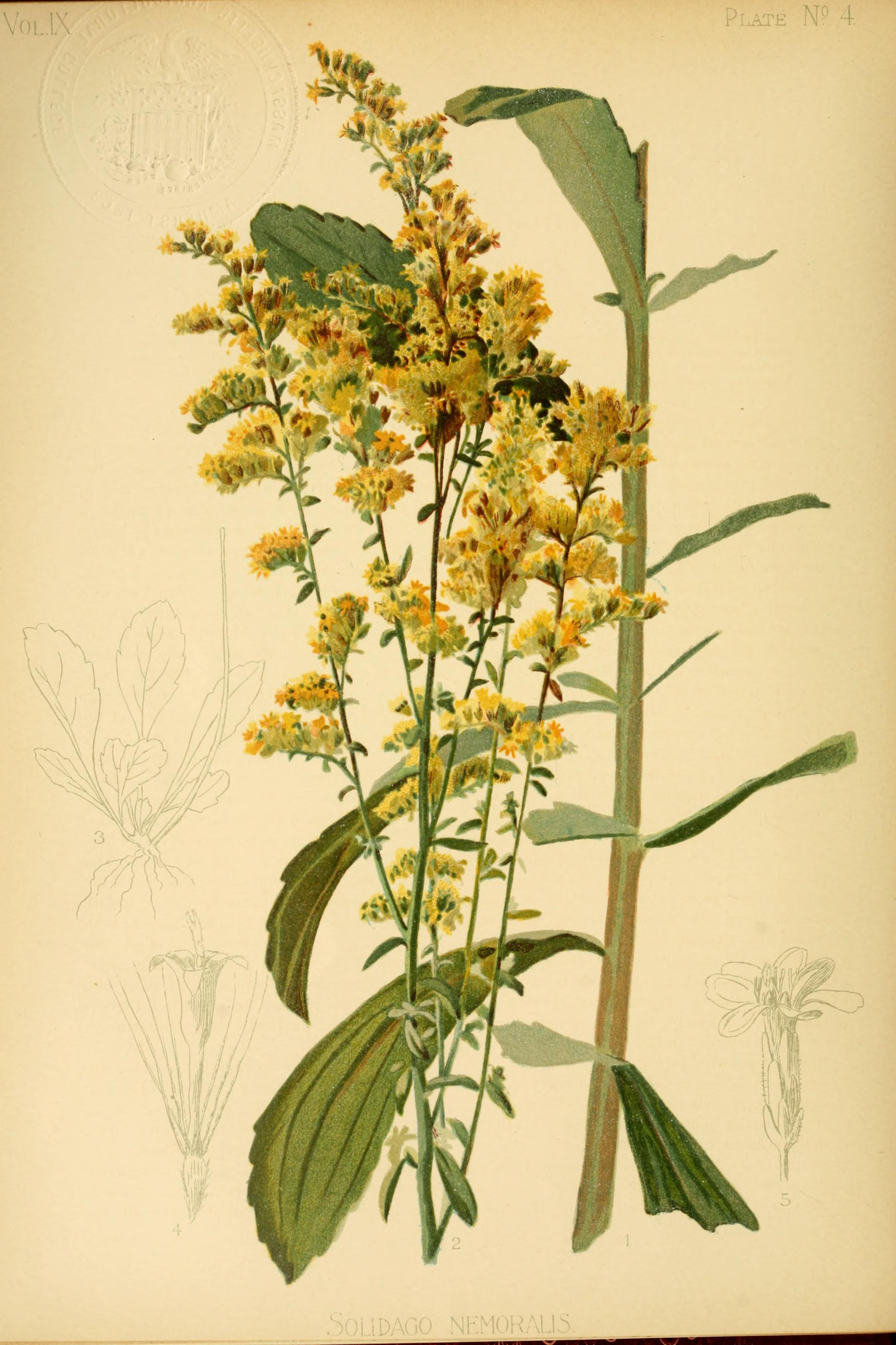
Иллюстрация из журнала Meehans' monthly — a magazine of horticulture, botany and kindred subjects, 1899 г.

Многолетнее травянистое растение высотой от 20 до 100 см, что делает его одним из самых маленьких видов золотарника. От одного до шести вертикальных стеблей, иногда больше. Стебель от красноватого до серо-зелёного цвета с линиями коротких белых волосков.

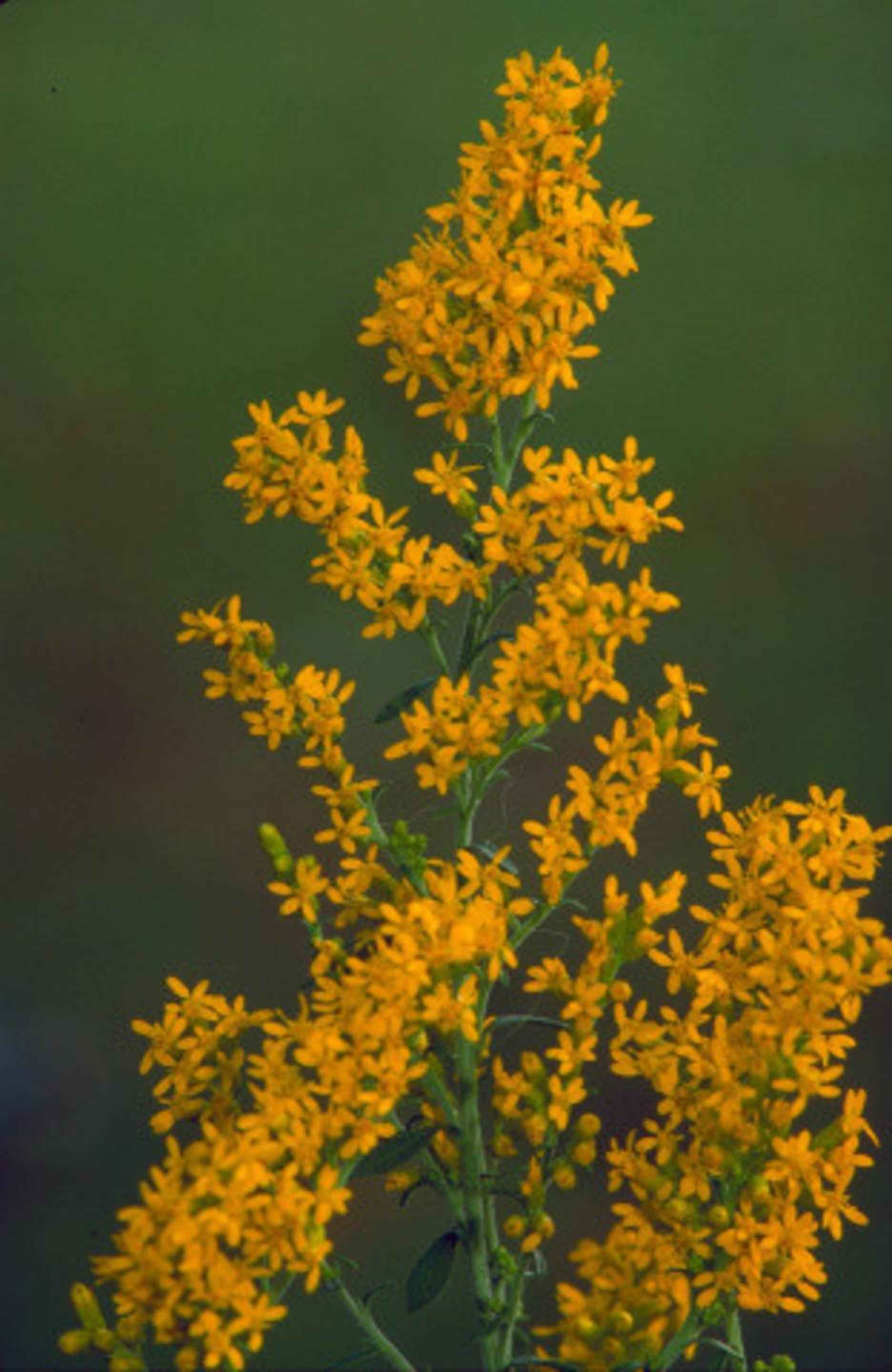
Соцветие

Стеблевые листья расположены поочередно. Нижние листья до 10 см в длину. Листья в верхней половине стебля более узкие, короткие и не имеют черешков.
Период цветения в Северной Америке приходится на конец лета и осень. Пирамидальное, разветвлённое соцветие обычно содержит множество (от 10 до 300) капитулярий. Обёртки от 2 до 3,5 мм. До четырёх линейных прицветников.
Соцветия-корзинки узкоколокольчатые, длиной от 2,6 до 5,8 мм и диаметром от 1,7 до 10 мм. Прицветники расположены в три ряда в инволюкруме. Неравные прицветники имеют яйцевидную или линейно-ланцетную форму, внешние заканчиваются острием, а внутренние тупые. Цветочная головка обычно имеет от пяти до одиннадцати язычковых цветков по краю и от трёх до десяти трубчатых цветков в центре. Зигоморфные, женские, фертильные, жёлтые язычковые цветки имеют венчики шириной от 2,8 до 5,5 мм и от 0,3 до 0,7 мм. Радиально симметричные, жёлтые, гермафродитные, фертильные трубчатые цветки имеют длину от 2,5 до 4,6 мм и заканчиваются пятью зубцами венчика длиной от 0,4 до 0,6 мм.
Ребристая семянка длиной от 0,5 до 2 мм, коническая, щетинистая. Щетинки расположены в два ряда в паппусе длиной 2-4 мм.

## Распространение
Solidago nemoralis широко распространён в Северной Америке в Канаде (во всех провинциях, кроме Ньюфаундленда и Лабрадора) и в США (во всех штатах полностью или частично к востоку от Скалистых гор).
Произрастает в лесах, прериях, на лугах, залежных землях и обочинах дорог. Пионерный вид.
Solidago nemoralis стал инвазивным растением в Швейцарии. Из-за своего потенциала к распространению и ущерба, который он наносит биоразнообразию, здравоохранению и экономике, он был включён в швейцарский чёрный список инвазивных неофитов.

## Систематика
Solidago nemoralis был впервые научно описан в 1789 году Уильямом Эйтоном.
Выделяют два подвида:
- Solidago nemoralis subsp. decemflora (DC.) Brammall ex Semple — тетраплоид с 2n = 36.
  - = Solidago decemflora DC.,
  - = Solidago longipetiolata Mack. & Bush,
  - = Solidago pulcherrima A.Nelson,
  - = Solidago nemoralis var. decemflora (DC.) Fernald
  - = Solidago nemoralis var. longipetiolata (Mack. & Bush) E.J.Palmer & Steyerm.,
  - = Solidago nemoralis subsp. longipetiolata (Mack. & Bush) G.W.Douglas):
- Solidago nemoralis subsp. nemoralis — существуют диплоидные и тетраплоидные популяции с 2n = 18 или 36.
  - = Solidago nemoralis var. arenicola Burgess,
  - = Solidago nemoralis var. elongata Peck,
  - = Solidago nemoralis var. haleana Fernald.